# رومن کوپولا
رومن کوپولا (انگلیسی: Roman Coppola؛ زادهٔ ۲۲ آوریل ۱۹۶۵) یک هنرپیشه، کارگردان، تهیه‌کننده، و فیلم‌نامه‌نویس اهل ایالات متحده آمریکا است. وی از سال ۱۹۸۳ میلادی تاکنون مشغول فعالیت بوده‌است. او پسر فرانسیس فورد کوپولا کارگردان بزرگ سینمای هالیوود می‌باشد.